# Gardasil
Gardasil är ett vaccin mot humant papillomvirus (HPV). HPV-viruset kan bland annat ge upphov till vårtor, kondylom och livmoderhalscancer.
Syftet med vaccinet är att förebygga infektioner orsakade av HPV-viruset. Den variant av Gardasil som sedan 2019 är den enda som erbjuds i Sverige skyddar mot nio olika HPV-typer. Gardasil ger över 90 procents skydd mot de HPV-typer som vaccinet täcker, om man inte blivit smittad med dessa typer innan man blev vaccinerad. Även om man redan har smittats med en typ av HPV kan vaccinet dock skydda mot andra typer av viruset. Gardasil ger skydd i minst 10 år, troligen längre. Screening för livmoderhalscancer rekommenderas fortfarande efter vaccination eftersom man inte får skydd mot alla typer av HPV.
Personer mellan 9 och 14 år ges två doser, med minst 6 månaders mellanrum. Personer över 14 år eller med nedsatt immunförsvar ges tre doser. Den andra injektionen bör då ske inom 1–2 månader från det första vaccinationstillfället, och intervallet mellan dos två och tre bör vara minst 3 månader.
De flesta biverkningar av Gardasil är milda och snabbt övergående. De inkluderar huvudvärk, rodnad, smärta, svullnad, feber, illamående och blåmärken. Mindre vanliga biverkningar inkluderar nässelfeber samt kramp i luftvägarna. Patienter har även rapporterat om svimning efter att ha fått vaccinet.

## Vaccination i Sverige
I Sverige infördes vaccination med Gardasil i det skolbaserade vaccinationsprogrammet år 2012 efter beslut av Socialstyrelsen, men erbjöds då endast till flickor. Sedan höstterminen 2020 erbjuds dock alla barn HPV-vaccination, med det mer täckande Gardasil 9, vilken brukar ges i femte klass. Vaccinering mot HPV rekommenderas för alla under 27 år och är gratis upp till 18 års ålder, kostnad i övrigt varierar i landet.

## Varianter
Det finns två varianter av Gardasil godkända för användning i både Europa och USA:
- Gardasil (ibland kallat Gardasil 4): Ett fyra-valent vaccin som skyddar mot HPV-typerna 6, 11, 16 och 18. Erbjöds i Sverige från 2006.
- Gardasil 9: Ett nio-valent vaccin som dessutom skyddar mot HPV 31, 33, 45, 52 och 58. Erbjuds sedan 2015 och har varit del av barnvaccinationsprogrammet sedan hösten 2019.[3]

Ett annat HVP-vaccin som har godkänts att användas i Sverige är cervarix. Det skyddar enbart mot HPV 16 och 18 och erbjuds inte längre i Sverige.